# Lijst van Stolpersteine in Terneuzen

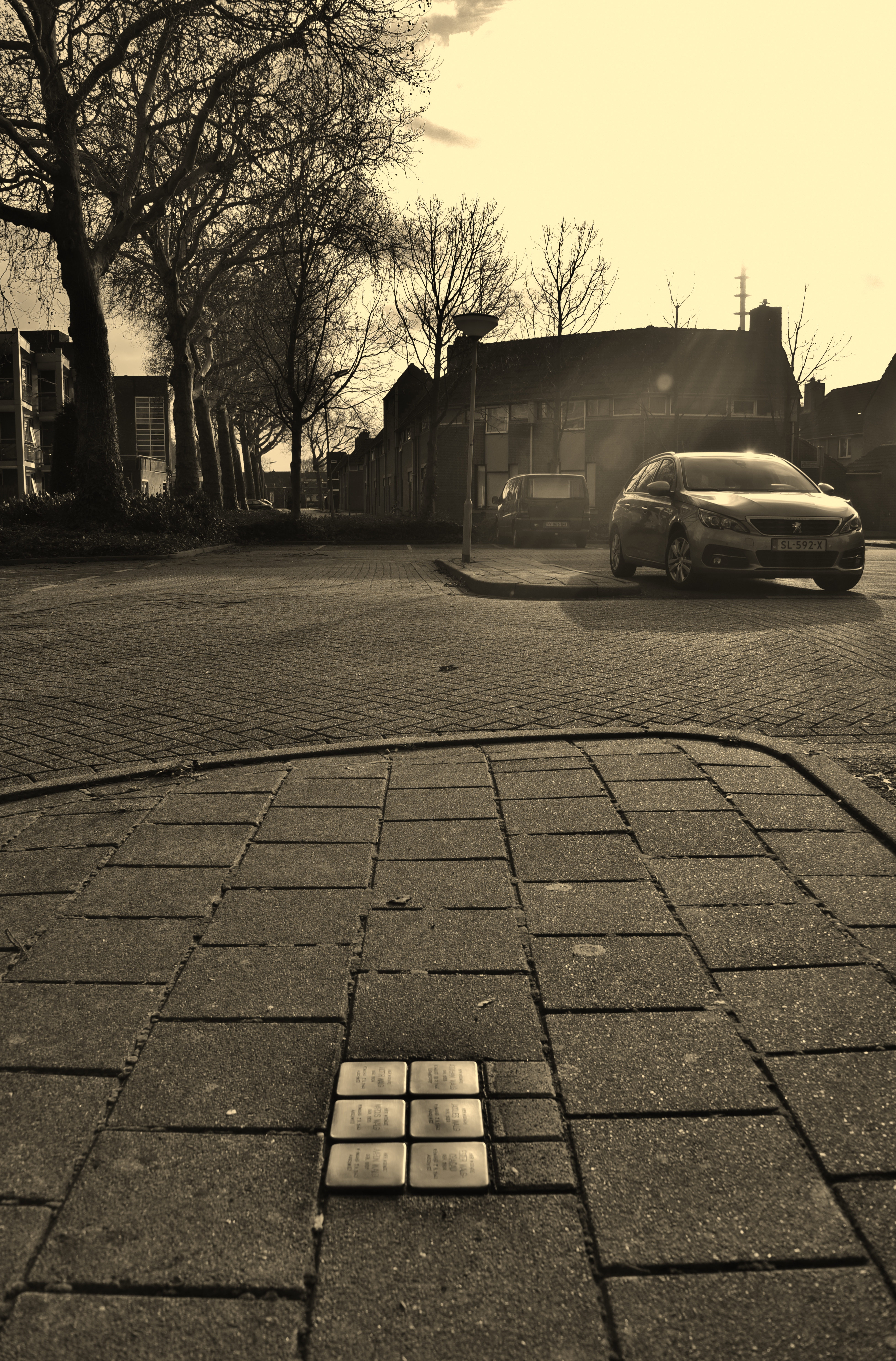
Stolpersteine voor familie Walg, Martinus Eijkestraat 14

De lijst van Stolpersteine in Terneuzen geeft een overzicht van de gedenkstenen die in de gemeente Terneuzen in de Nederlandse provncie Zeeland zijn geplaatst in het kader van het Stolpersteine-project van de Duitse beeldhouwer-kunstenaar Gunter Demnig.
Stolpersteine zijn opgedragen aan slachtoffers van het nationaalsocialisme, al diegenen die zijn vervolgd, gedeporteerd, vermoord, gedwongen te emigreren of tot zelfmoord gedreven door het nazi-regime. Demnig legt voor elk slachtoffer een aparte steen, meestal voor de laatste zelfgekozen woning.
Omdat het Stolpersteine-project doorloopt, kan deze lijst onvolledig zijn.

## Stolpersteine
In de gemeente Terneuzen liggen tien Stolpersteine.

### Terneuzen
In Terneuzen liggen tien Stolpersteine op vier adressen.
| Afbeelding | Inscriptie                                                                 | Adres                                                               | Herdachte persoon                   |
| ---------- | -------------------------------------------------------------------------- | ------------------------------------------------------------------- | ----------------------------------- |
|            | HIER WOONDE ISAAC ENGERS GEB. 1886 VERMOORD 30.9.1942 AUSCHWITZ            | Nieuwediepstraat 101 Kaart (OSM)                                    | Isaac Engers (1886-1942)            |
|            | HIER WOONDE IZAAK FONTEIJN GEB. 1880 VERMOORD 26.2.1943 AUSCHWITZ          | Van Steenbergenlaan 22 Kaart (OSM)                                  | Izaak Fonteijn (1880-1943)          |
|            | HIER WOONDE JOHANNA FONTEIJN-KOPPEL GEB. 1893 VERMOORD 26.2.1943 AUSCHWITZ | Van Steenbergenlaan 22 Kaart (OSM)                                  | Johanna Fonteijn-Koppel (1893-1943) |
|            | HIER WOONDE MOZES HOEPELMAN GEB. 1886 VERMOORD 7.9.1942 AUSCHWITZ          | Dijkstraat 75 Kaart (OSM)                                           | Mozes Hoepelman (1886-1942)         |
|            | HIER WOONDE AARON WALG GEB. 1937 VERMOORD 7.9.1942 AUSCHWITZ               | Martinus Eijkestraat 14 voorheen Van Steenbergenlaan 50 Kaart (OSM) | Aaron Walg (1937-1942)              |
|            | HIER WOONDE ABRAHAM WALG GEB. 1905 VERMOORD 19.2.1944 LUDWIGSDORF          | Martinus Eijkestraat 14 voorheen Van Steenbergenlaan 50 Kaart (OSM) | Abraham Walg (1905-1944)            |
|            | HIER WOONDE JACQUES WALG GEB. 1939 VERMOORD 7.9.1942 AUSCHWITZ             | Martinus Eijkestraat 14 voorheen Van Steenbergenlaan 50 Kaart (OSM) | Jacques Walg (1939-1942)            |
|            | HIER WOONDE MARCUS WALG GEB. 1935 VERMOORD 7.9.1942 AUSCHWITZ              | Martinus Eijkestraat 14 voorheen Van Steenbergenlaan 50 Kaart (OSM) | Marcus Walg (1935-1942)             |
|            | HIER WOONDE VICTOR WALG GEB. 1934 VERMOORD 7.9.1942 AUSCHWITZ              | Martinus Eijkestraat 14 voorheen Van Steenbergenlaan 50 Kaart (OSM) | Victor Walg (1934-1942)             |
|            | HIER WOONDE ESTER WALG- CRACAU GEB. 1908 VERMOORD 7.9.1942 AUSCHWITZ       | Martinus Eijkestraat 14 voorheen Van Steenbergenlaan 50 Kaart (OSM) | Ester Walg-Cracau (1908-1942)       |

## Data van plaatsingen
- 30 april 2018: tien Stolpersteine op Dijkstraat 75, Nieuwediepstraat 101, Van Steenbergenlaan 22 & 50 (Martinus Eijkestraat 14)